# Vladimir Dimitrijević
Vladimir Dimitrijević (Skopje, 28 de marzo de 1934 - Armes, Nièvre, Francia, 28 de junio de 2011) fue un librero y editor serbio. Es el fundador de la editorial L'Âge d'Homme.

## Biografía
De adolescente, Vladimir Dimitrijevic es un excelente alumno apasionado de literatura. Su padre es encarcelado por motivos políticos durante el régimen comunista y aconseja a su hijo marcharse fuera de Yugoslavia. Vladimir Dimitrijevic abandona su país después de haber obtenido el bachillerato de letras en Belgrado. Llega a Suiza en 1954 y se pone a trabajar de obrero en una fábrica de relojería en Granges. En 1958, es empleado en una librería de Neuchâtel y a partir de 1962 trabaja en la librería Payot de Lausana.
Apasionado por la literatura fundó en noviembre de 1966 en Lausana su editorial, L'Âge d'Homme, con el apoyo de Dominique de Roux de Éditions de L'Herne. Dimitrijevic emprende la reedición completa del Diario íntimo de Henri-Frédéric Amiel.
A partir de 1973, dirige la colección « Slavica reprints » junto a Jacques Catteau y Georges Nivat. Es gracias a L'Âge d'Homme que Occidente descubre numerosos escritores eslavos como Vasili Grossman, Milos Tsernianski o Aleksandr Zinóviev.· En 1977, la edición de la novela satírica de Zinóviev, prohibida en la URSS, Cumbres abismales (en francés, Les Hauteurs béantes) es un gran éxito.
Sus centros de interés van mucho más allá de la literatura eslava. Dimitrijevic permite a autores como Pierre Gripari o Vladimir Volkoff, rechazados por las grandes editoriales, de encontrar un número importante de lectores. También es Dimitrijevic quien publica en francés la obra magna del escritor italiano Eugenio Corti, Le Cheval rouge ("El Caballo rojo").
A principio de los años 1980, abre una librería L'Âge d'Homme en Lausana, donde reside. En París, su librería se encuentra en la rue Férou, cerca de la place Saint-Sulpice.
En 1986, Vladimir Dimitrijevic publica un libro de conversaciones con el periodista Jean-Louis Kuffer, Personne déplacée ("Persona desplazada"). En dicho libro, Dimitrijevic cuenta su vida.
En los años 1990, su condena de los bombardeos de la OTAN sobre Serbia y su actitud ambigua con el nacionalismo serbio desencadenan una polémica en Suiza. Fue sospechoso de haber ayudado a jóvenes voluntarios monárquicos franceses que cruzaron a Serbia, con la ayuda de Sylvain Roussillon, un militante monárquico ubicado en Belgrado en 1991 y de apoyar a Slobodan Milošević·.
Vladimir Dimitrijevic también fue director de la revista Politica Hermetica, presidió la « Association Les Amis de Pierre Gripari » y colaboró en varias revistas y periódicos. 

### Fallecimiento
Falleció en un accidente de tráfico al chocar frontalmente contra un tractor el 28 de junio de 2011, cuando iba conduciendo su camioneta cargada de libros. Había salido de Lausana para ir a París vía Clamecy donde debía pararse en un depósito de su editorial.
En noviembre de 2011, L'Âge d'homme publica un homenaje en forma de libro titulado Notre Dimitri compuesto por textos de sus amigos.
En 2017, sale el libro de entrevistas Béni soit l’exil !.
Dimitrijevic aparece bajo el nombre de Roman Dragomir en la novela biográfica L'Ami barbare de Jean-Michel Olivier.
El editor italiano Roberto Calasso evoca la figura de su amigo Vladimir Dimitrijevic en su libro La marca del editor (Ed. Anagrama).

## Obra
- Personne déplacée. Entretiens avec Jean-Louis Kuffer, Lausana - París, P.-M. Favre, 1986.

- À la rencontre de Georges Haldas. Essais et témoignages, publicado en 70 aniversario de Georges Haldas, este volumen fue preparado por François Debluë y Jean Vuilleumier, en colaboración con Vladimir Dimitrijevic, Lausana, L'Âge d'Homme, 1987.

- Yougoslavie. La stratégie de l'aveuglement, publicó el Institut serbe de Lausanne, Lausana - París, l'Âge d'Homme, 1992.

- La Vie est un ballon rond, París, Éditions de Fallois, 1998 ; reed. París, la Table ronde, 2006, ISBN 978-2710328728.

- Béni soit l’exil ! Propos d'un éditeur engagé. Entretiens avec Gérard Conio, Éditions des Syrtes, L'Âge d'homme, 2017, ISBN 9782940523535